# Antilla
Antilla là một đô thị ở tỉnh Holguín của Cuba. Thị xã Antilla được lập năm 1907 làm một đô thị trạm dừng đường ray và một cảng.

## Địa lý
Thành phố này nằm ở bờ biển đông bắc của Cuba, trên một bán đảo giữa vịnh Nipe và vịnh Banes.
Đô thị này có diện tích 101 km² và bao gồm các cộng đồng Bijarú, Canalito, Cortaderas, Deleite, Este Cabecera, Los Novillos, Oeste Cabecera, San Jerónimo và Sao de los Hidalgos.

## Thông tin nhân khẩu
Năm 2004, đô thị Banes có dân số 12.542 người. Diện tích là 101 km² (39 mi²), với mật độ dân số là 
115,3người/km² (298,6người/sq mi).